# Handbjerg
Handbjerg is een plaats in de Deense regio Midden-Jutland, gemeente Holstebro. Het dorp telt 227 inwoners (2017).